# Новини (гміна Сусець)
Новини (пол. Nowiny) — село в Польщі, у гміні Сусець Томашівського повіту Люблінського воєводства.
Розташоване на Закерзонні (в історичному Надсянні).
Населення — 274 особи (2011).
У 1975—1998 роках село належало до Замойського воєводства.

## Демографія
Демографічна структура станом на 31 березня 2011 року:
|          | Загалом | Допрацездатний вік | Працездатний вік | Постпрацездатний вік |
| -------- | ------- | ------------------ | ---------------- | -------------------- |
| Чоловіки | 145     | 29                 | 94               | 22                   |
| Жінки    | 129     | 32                 | 62               | 35                   |
| Разом    | 274     | 61                 | 156              | 57                   |